# Terminator 3 – Rise of the Machines
Terminator 3: Rise of the Machines är en amerikansk science fiction-action från 2003 i regi av Jonathan Mostow med Arnold Schwarzenegger och Nick Stahl i huvudrollerna.

## Om filmen
- Filmen är en uppföljare till Terminator och Terminator 2 – Domedagen. Den fick en uppföljare i maj 2009, Terminator Salvation.
- Edward Furlong som spelade John Connor i Terminator 2 var tänkt att spela samma rollfigur även i denna film, men på grund av Furlongs knarkmissbruk så gick rollen istället till Nick Stahl. Linda Hamilton skulle åter ha spelat Sarah Connor men hon tackade nej. Hon blev inte ersatt, så i filmen säger John Connor att hans mamma dog i leukemi 1997. [källa behövs]
- I filmen bryter kärnvapenkriget ut den 24 juli 2004 klockan 18.18, vilket skiljer sig från Terminator 2 där det är den 29 augusti 1997.
- Inför filminspelningen tränade Arnold Schwarzenegger upp sin kropp till exakt samma storlek som han hade haft i Terminator 2, tolv år tidigare. Arnold fick 30 miljoner dollar för sin roll i filmen.
- Filmen hade Sverigepremiär den 30 juli 2003.[2]

## Rollista (urval)
- Arnold Schwarzenegger - T-850 model 101
- Nick Stahl - John Connor
- Claire Danes - Kate Brewster
- Kristanna Loken - T-X (Terminatrix)
- Earl Boen - Dr. Peter Silberman

## Mottagande
Aftonbladets recensent Jens Peterson gav filmen två plus av fem möjliga i betyg.

### Fotnoter
1. ↑  ”Terminator 3: Rise of the Machines” (på engelska). Box Office Mojo. 4 juni 2005. http://www.boxofficemojo.com/movies/?id=terminator3.htm. Läst 9 september 2016.
2. ↑  ”Terminator 3 - Rise of the Machines”. Svensk filmdatabas. http://www.sfi.se/sv/svensk-filmdatabas/Item/?itemid=55615&type=MOVIE&iv=Basic. Läst 9 september 2016.
3. ↑  Jens Peterson, Aftonbladet, 30 juli 2003.